# Seven de Mar del Plata
El Seven de Mar del Plata es un torneo de rugby 7 que se juega anualmente en Mar del Plata, Argentina, desde 1965. En 1995 se organizó por primera vez como competencia internacional, disputado en el Estadio José María Minella también se lo conoce como Seven Internacional de Mar del Plata.

## Reseña histórica
- En 1965 el Club Sporting de Mar del Plata comenzó a organizar anualmente el Seven de Verano de Mar del Plata.[1][3]
- Primera edición del Seven Internacional en 1995 ganado por Nueva Zelanda.[4]
- No se celebró en 1996 ni 1997.
- Las ediciones de 1998 y del 1999 las volvió a ganar los All Blacks 7.
- 2000 Fue sede de la primera edición de la Serie Mundial de Seven de la IRB.[5]
- En el 2010 se organiza junto a los sevens sudamericanos en femenino y masculino.
- Ya en el 2014 se disputaron tres torneos en paralelo, uno de clubes, otro de selecciones y el femenino; los dos últimos fueron parte del primer Circuito Sudamericano que organizó Confederación Sudamericana.[6]
- En el 2016 se consolidó como un torneo exclusivo de selecciones nacionales y pasó a llamarse American Sevens.[7]

## Campeones

### Masculino
| Año       | Campeón       |
| --------- | ------------- |
| 1995      | Nueva Zelanda |
| 1998      | Nueva Zelanda |
| 1999      | Nueva Zelanda |
| 2000      | Fiyi          |
| RWCS 2001 | Nueva Zelanda |
| 2002      | Fiyi          |
| 2010      | SA 7s Academy |
| 2013      | Chile         |
| 2014      | Argentina     |
| 2015      | Argentina     |

| Año  | Campeón               |
| ---- | --------------------- |
| 2016 | Argentina             |
| 2017 | Atlético del Rosario  |
| 2018 | Atlético del Rosario  |
| 2019 | Córdoba Athletic Club |
| 2020 | Uruguay               |
| 2025 | Argentina             |

### Femenino
| Año  | Campeón   |
| ---- | --------- |
| 2014 | Argentina |
| 2015 | Argentina |